# Drive Like Maria
Drive Like Maria is een Belgisch-Nederlandse band (beïnvloed door stijlen als alternatieve rock, soul en rock-'n-roll) die doorbrak tijdens de Global Battle of the Bands in 2005. Na het winnen van de Nederlandse versie van dit evenement eindigde de band als tweede tijdens de internationale finale in Londen. Niet veel later kreeg Drive Like Maria een platencontract bij PIAS.
In 2009 verscheen het debuutalbum van de band, dat Elmwood werd genoemd - naar de buurt in Dallas waar John Congleton (bekend van onder andere Black Mountain, The Roots) de plaat mixte. In de nummers Sure Enough en Die a Little More zingt ook de Amerikaanse singer-songwriter Janis Ian mee.
De eerste single van het album, getiteld I'm on a train, kwam uit in maart 2009 en bereikte de vijfde plaats in de "Kink 40". Op 12 juni 2009 verzorgde Drive Like Maria het voorprogramma voor de show van ZZ Top in Vorst Nationaal in Brussel. Op 23 juni 2009 was de band de openingsact voor AC/DC in de Amsterdam ArenA.
Op 11 mei 2012 verscheen de tweede plaat Drive Like Maria, die gunstig ontvangen werd. In 2013 werd de plaat in België en Duitsland, Zwitserland en Oostenrijk uitgebracht waar de band ook tourde. Op 5 april speelden ze in Beijing, China op het SOTX Showcase Festival, de Chinese variant van SXSW, aansluitend deed de band een korte tournee door China.
In 2016 bracht Drive Like Maria de eerste twee delen van het drieluik Creator Preserver Destroyer uit in de Benelux met Caroline Records. De voorjaars- en najaarstournee ter promotie van Creator en Preserver waren nagenoeg uitverkocht en in de zomer was de band voor het eerst in de nieuwe bezetting te zien op festivals als Paaspop, Dauwpop, Zwarte Cross en Pukkelpop. Drive Like Maria bestond toen uit Bjorn Awouters (gitaar/zang), Nitzan Hoffmann (gitaar), Bram van den Berg (drums) en Maarten van Damme (bas).
Op 27 januari 2017 werd Creator Preserver Destroyer uitgebracht in de Benelux. In de dagen na verschijnen was de band onder andere te gast bij De Wereld Draait Door en TROS muziekcafé. Releases in Duitsland, Oostenrijk, Zwitserland en Italië volgden op 24 februari 2017.

## Discografie

### Albums
| Album met eventuele hitnotering(en) in de Nederlandse Album Top 100 | Datum van verschijnen | Datum van binnenkomst | Hoogste positie | Aantal weken | Opmerkingen |
| ------------------------------------------------------------------- | --------------------- | --------------------- | --------------- | ------------ | ----------- |
| Elmwood                                                             | 20-03-2009            | 28-03-2009            | 51              | 3            |             |
| Drive Like Maria                                                    | 11-05-2012            | 19-05-2012            | 26              | 3            |             |
| Creator Preserver Destroyer                                         | 27-01-2017            | 03-02-2017            | 89              | 1            |             |